# Consejo Asesor del Euskera
El Consejo Asesor del Euskera, en euskera Euskararen Aholku Batzordea, es un organismo público de la comunidad autónoma del País Vasco (España) que tiene como finalidad la normalización lingüística del euskera. Fue creado en 1982 como órgano de encuentro para el estudio, canalización y coordinación de los esfuerzos y actividades de las diversas instituciones de la Comunidad Autónoma del País Vasco, tanto públicas como privadas, implicadas en la tarea de la normalización lingüística.

## Estructura y composición
Los órganos colegiados de funcionamiento del Consejo Asesor del Euskera son el Pleno, la Comisión Permanente y las Comisiones Especiales.
Éstas son las comisiones especiales creadas hasta ahora: Toponimia, Terminología, Desarrollo legislativo, Medios de comunicación en euskera y presencia del euskera en los medios de comunicación, Bases para la política lingüística de principios del siglo XXI, y Tecnologías de la Comunicación y de la Información.

## Leyes reguladoras
Creado basándose en el decreto 5/1982, de 11 de enero, la normativa sobre la organización y el funcionamiento del Consejo Asesor del Euskera se recoge en el Decreto 176/2007.

## Composición del órgano
Los primeros miembros del Consejo, además del lendakari Carlos Garaikoetxea, fueron elegidos por decreto como representantes de distintos organismos en 1982: Luis Alberto Aranberri (Departamento de Cultura), Mikel Zalbide (Departamento de Educación), José Antonio Obieta (Secretaría de Presidencia), Jean Haritchelhar (Euskaltzaindia), Koldo Mitxelena (Universidad del País Vasco) y Patxi Altuna (Universidad de Deusto).
En 2011 el nombramiento del escritor Jon Juaristi como vocal del Consejo suscitó una intensa polémica, al igual que la intervención del  ex-lendakari Patxi López, ya que este último no conocía el idioma.

## Funciones
El Consejo tiene asignadas las siguientes funciones:
- Estudiar y analizar, a instancias del Gobierno, cuantas cuestiones se refieran a la normalización lingüística en la Comunidad Autónoma del País Vasco.
- Proponer al Gobierno y a las instituciones correspondientes la adopción de medidas adecuadas para la mejor aplicación de las disposiciones referentes al uso del Euskera.
- Proponer medidas que aseguren la actuación coordinada de todos los poderes públicos con competencia en materia lingüística.
- Informar sobre el desarrollo y cumplimiento del Plan General de Promoción del Uso del Euskera.
- Aprobar la memoria anual de actividad elaborada por la Comisión Permanente.
- El Pleno del Consejo Asesor del Euskera incluirá en la memoria anual de actividad la evaluación del desarrollo del Plan General de Promoción del Uso del Euskera.
- Analizar las propuestas y los informes que, en su caso, pudieran formular las Comisiones Especiales.
- Cualquier otra función que le atribuyan las leyes o los reglamentos.

## Publicaciones
El Consejo tiene entre sus últimas publicaciones las siguientes:
- Bases para la Política Lingüística de principios del sigo XXI hacia un pacto renovado. Anexo. Vitoria-Gasteiz, 2009
- Bases para la Política Lingüística de principios del sigo XXI. Hacia un pacto renovado. Vitoria-Gasteiz, 2009
- Euskara 21 Temas de Debate. Gasteiz, 2009
- Euskara 21 Aportaciones. Vitoria-Gasteiz 2009.
- Ponencia base Euskara 21. Gasteiz, 2009.
- Euskara hedabideetan. Gasteiz, 2008.